# Spoorlijn Tilburg - Nijmegen
De Brabantse Lijn of Zuidooster spoorlijn is een spoorlijn die loopt van Tilburg via 's-Hertogenbosch naar Nijmegen. De grotere plaatsen aan de lijn zijn Tilburg, 's-Hertogenbosch, Oss, Wijchen en Nijmegen.
Bij Tilburg sluit de lijn aan op de spoorlijn Breda - Maastricht.

## Geschiedenis
De lijn werd aangelegd en geëxploiteerd door de Nederlandsche Zuid-Ooster Spoorweg-Maatschappij (1872-1892). De lijn is oorspronkelijk enkelsporig aangelegd. De Edithbrug over de Maas bij Ravenstein herinnert daar nog aan. Het begin van de exploitatie was vanaf 4 juni 1881. Aanvankelijk was het de bedoeling dat deze lijn ten oosten van 's-Hertogenbosch zou komen te liggen. De spoorlijn had in dat geval drie waterwegen moeten overbruggen: de Zuid-Willemsvaart, de Dommel en de Aa. Ook zou er een spoorlijn komen in een gebied waar 's-Hertogenbosch destijds nog geen plannen zou hebben voor stadsuitbreiding. In de tijd dat deze spoorlijn aangelegd werd, was de stad de wijk 't Zand aan het bouwen. Uiteindelijk is besloten om de spoorlijn aan te laten sluiten op de lijn Utrecht - Boxtel. In 1883 wordt de exploitatie van de lijn overgenomen door de Staatsspoorwegen.
De lengte van het traject is 66 km. Langs het traject hebben in totaal 22 stations of haltes gelegen. Tien stations daarvan bestaan nog steeds, zijn verplaatst of later geopend. Er zijn studies om sommige stations of haltes te heropenen, zoals Udenhout en Berkel-Enschot. Het aantal sporen is in het verleden verdubbeld naar twee met uitzondering van de Edithbrug bij Ravenstein, deze bleef enkelsporig.
In Tilburg bestaan spoorverbindingen met Breda en Eindhoven.
Vanuit 's-Hertogenbosch was er vroeger een verbinding met Waalwijk en Lage Zwaluwe ("Langstraatspoorlijn"). Tegenwoordig kan men er enkel overstappen in de richtingen Boxtel en Utrecht. Te 's-Hertogenbosch sloot de industriespoorlijn Stamlijn De Rietvelden aan.
In Nijmegen zijn er spoorverbindingen met Arnhem en Venlo. De spoorlijn Nijmegen - Kleef is buiten gebruik gesteld.

## Spoorwegongevallen
In december 1920 vond ter hoogte van het toenmalige station Rosmalen een spoorwegongeval plaats. Twee goederentreinen botsten op elkaar. Drie mensen vonden bij dit ongeval de dood.
Ernstiger was de treinramp bij Nijmegen, waarbij op 28 augustus 1979 twee reizigerstreinen tussen station Nijmegen Dukenburg en station Nijmegen frontaal op elkaar botsten. Daarbij waren 8 doden en 36 gewonden te betreuren.

## Stations en gebouwen
Overzicht van stations langs de lijn (cursief: voormalig station):
| Station               | Geopend | Huidig gebouw                                                                          |
| --------------------- | ------- | -------------------------------------------------------------------------------------- |
| Tilburg               | 1863    | 1965, NS, 2e gebouw, uniek ontwerp van Van der Gaast                                   |
| Berkel-Enschot        | 1881    | geen, gebouw gesloopt in 1970, station gesloten in 1938                                |
| Udenhout              | 1881    | geen, gebouw gesloopt in 1965, station gesloten                                        |
| Helvoirt              | 1881    | geen, gebouw gesloopt in 1977, station gesloten in 1938                                |
| De IJzeren Man        | 1920    | geen, station gesloten in 1938                                                         |
| Vught Halte           | 1881    | geen, station gesloten in 1938                                                         |
| 's Hertogenbosch      | 1868    | 1998, NS, 4e gebouw, uniek ontwerp van Steenhuis                                       |
| Orthen                | 1881    | geen, station gesloten in 1938                                                         |
| 's Hertogenbosch Oost | 1987    | 1987, NS, 1e gebouw, type Voorstadshalte                                               |
| Rosmalen              | 1881    | 1880, NZOS, 1e gebouw, uniek ontwerp in gebruik als woonhuis, station gesloten in 1938 |
| Rosmalen              | 1981    | 1981, NS, 1e gebouw, type Voorstadshalte                                               |
| Sprokkelbosch         | 1881    | geen, gebouw gesloopt in de jaren 80, station gesloten in 1938                         |
| Kruisstraat           | 1881    | geen, station gesloten                                                                 |
| Nuland                | 1881    | geen, gebouw gesloopt in 1970, station gesloten                                        |
| Geffen                | 1881    | geen, gebouw gesloopt in 1971, station gesloten in 1938                                |
| Heihoek               | 1881    | geen, station gesloten in 1914                                                         |
| Oss West              | 1981    | 1981, NS, 1e gebouw, type Voorstadshalte                                               |
| Oss                   | 1881    | 1982, NS, 2e gebouw, uniek ontwerp van Kilsdonk                                        |
| Berghem               | 1881    | geen, gebouw gesloopt in 1970, station gesloten in 1938                                |
| Ravenstein            | 1881    | 1973, NS, 2e gebouw, Standaardtype Douma                                               |
| Wijchen               | 1881    | 1973, NS, 2e gebouw, Standaardtype Douma                                               |
| Nijmegen Dukenburg    | 1973    | 1996, NS, 2e gebouw, uniek ontwerp van Fikkers, 1e gebouw uit 1986 nog aanwezig        |
| Nijmegen Goffert      | 2014    | 2014, NS, 1e gebouw, uniek ontwerp                                                     |
| Nijmegen              | 1879    | 1954, NS, 3e gebouw, uniek ontwerp van Van Ravesteyn                                   |

De stations Tilburg, 's-Hertogenbosch en Nijmegen waren al eerder aan andere spoorlijnen geopend.

## Huidige dienstregeling
In de dienstregeling van 2025 rijdt tussen Dordrecht en Arnhem twee keer per uur een sprinter, die twee keer per uur wordt aangevuld met een sprinter tussen Wijchen en Zutphen. Daarnaast rijdt er in de spits een aantal sprinters tussen 's-Hertogenbosch en Oss. Tussen Zwolle, Deventer, Zutphen, Arnhem, Nijmegen, Oss, 's-Hertogenbosch, Tilburg, Breda en Roosendaal rijden twee intercity's per uur.
| Serie | Treinsoort     | Route | Bijzonderheden |
| ----- | -------------- | --- | --- |
| 3600  | Intercity (NS) | Roosendaal – Breda – Tilburg – 's-Hertogenbosch – Nijmegen – Arnhem Centraal – Dieren – Zutphen – Deventer – Zwolle | |
| 4400  | Sprinter (NS)  | Oss – 's-Hertogenbosch – Eindhoven Centraal – Helmond – Deurne                                                      | Rijdt in de ochtendspits van maandag t/m donderdag twee ritten van/naar Oss, waarbij richting Oss non-stop wordt gereden tussen 's-Hertogenbosch en Oss.     |
| 6600  | Sprinter (NS)  | Dordrecht – Breda – Tilburg – 's-Hertogenbosch – Nijmegen – Arnhem Centraal                                         | Rijdt alleen doordeweeks tot 19:00 uur tussen Nijmegen en Arnhem Centraal v.v.                                                                               |
| 7600  | Sprinter (NS)  | Wijchen – Nijmegen – Arnhem Centraal – Dieren – Zutphen                                                             | 's Avonds na 20:00 uur en op zondag wordt er niet tussen Nijmegen en Wijchen v.v. gereden en wordt 1x per uur gereden tussen Arnhem Centraal en Zutphen v.v. |